# Aventuras en la Marca del Este
Aventuras en la Marca del Este es un juego de rol de fantasía heroica creado en España por Pedro Gil Steinkel, Cristóbal Sánchez, Salvador García, José Luis García, Mateo Lucas, Francisco García Latorre y Javier Giménez y comercializado por Holocubierta Ediciones.
El juego, publicado por primera vez en octubre de 2010 y reimpreso en varias ocasiones, nació de la campaña del blog homónimo y es un retroclón de la llamada caja roja de Dungeons & Dragons Básico o Basic Rules Set de 1977, de TSR, Inc. (dicha caja fue el primer juego de rol introducido en España).
La ilustración de portada es del artista A. J. Manzanedo (conocido por sus trabajos para el juego de miniaturas SphereWars) y es un claro homenaje a la ilustración que aparecía en la tapa de la clásica caja roja, obra del dibujante Larry Elmore, el creador de las ilustraciones para los libros de Dragonlance.
Está prologado por el director de cine Álex de la Iglesia.

## El juego
Aventuras en la Marca del Este se inspira en las reglas y funcionamiento de Dungeons & Dragons, conservando el sistema de juego de antaño y manteniendo su sencilla mecánica y sus elementos característicos (como el del  alineamiento ), aunque actualizando el reglamento original en algunos aspectos. 

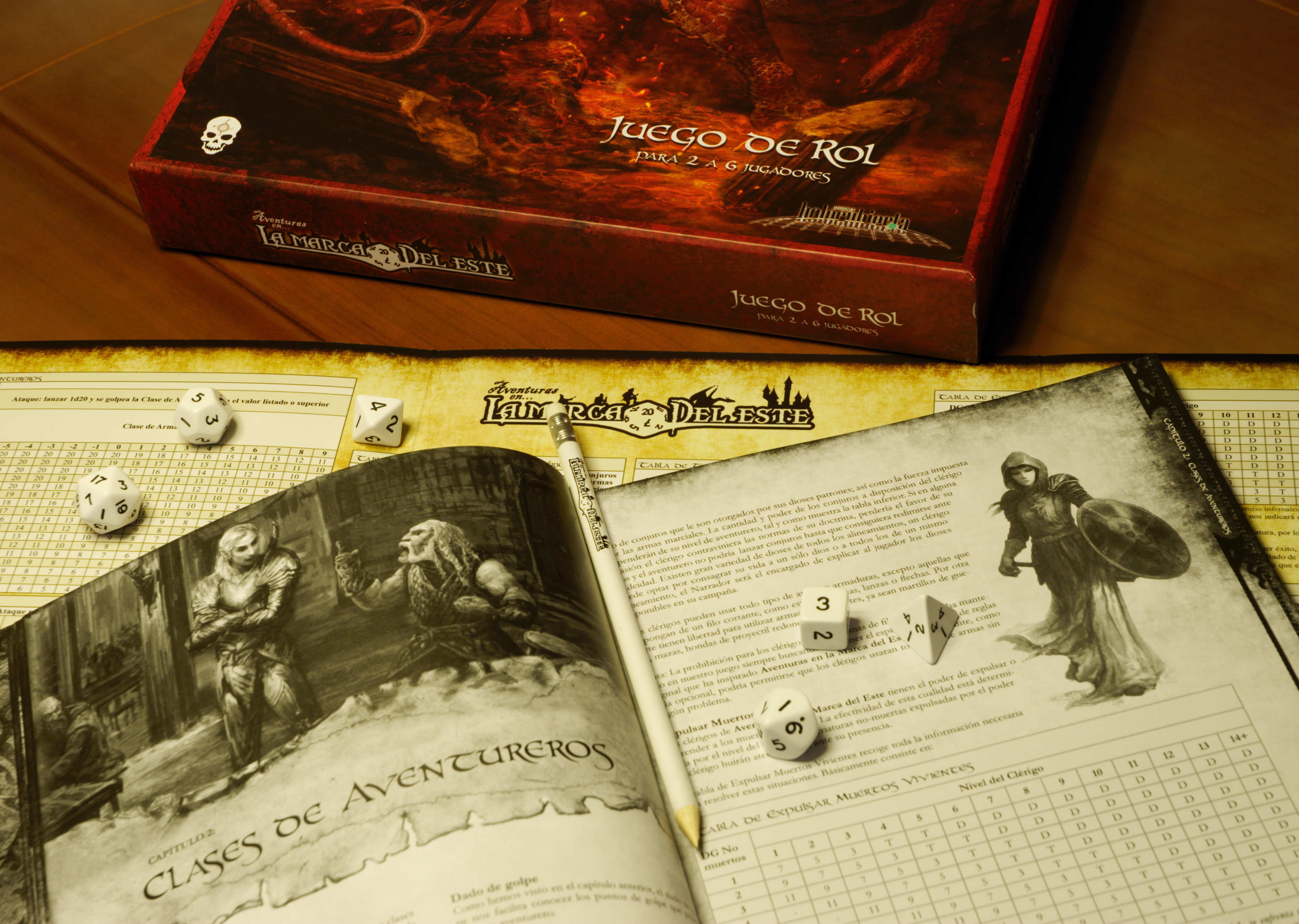
Set completo de juego.

No obstante, no deja de ser compatible con el D&D Básico, lo que permite intercambiar aventuras y personajes entre ambos juegos.
El juego se basa en el sistema d20, un sistema de juego genérico mediante la licencia de juego abierto (Open Game License).
Se presenta en una caja con la cubierta a color, emulando la caja roja de D&D, que alberga el libro de reglas de 140 páginas, pantalla del director de juego (también llamado Dungeons Master), un lápiz grabado con el logotipo del juego y un juego de dados poliédricos.
El libro se divide en capítulos, donde se recogen las reglas de juego y de creación de los personajes, y se describen las clases de aventurero, el equipo, la magia, objetos mágicos, monstruos… Incluye también una pequeña introducción a la región de la Marca, así como dos aventuras listas para jugar.

## Ambientación

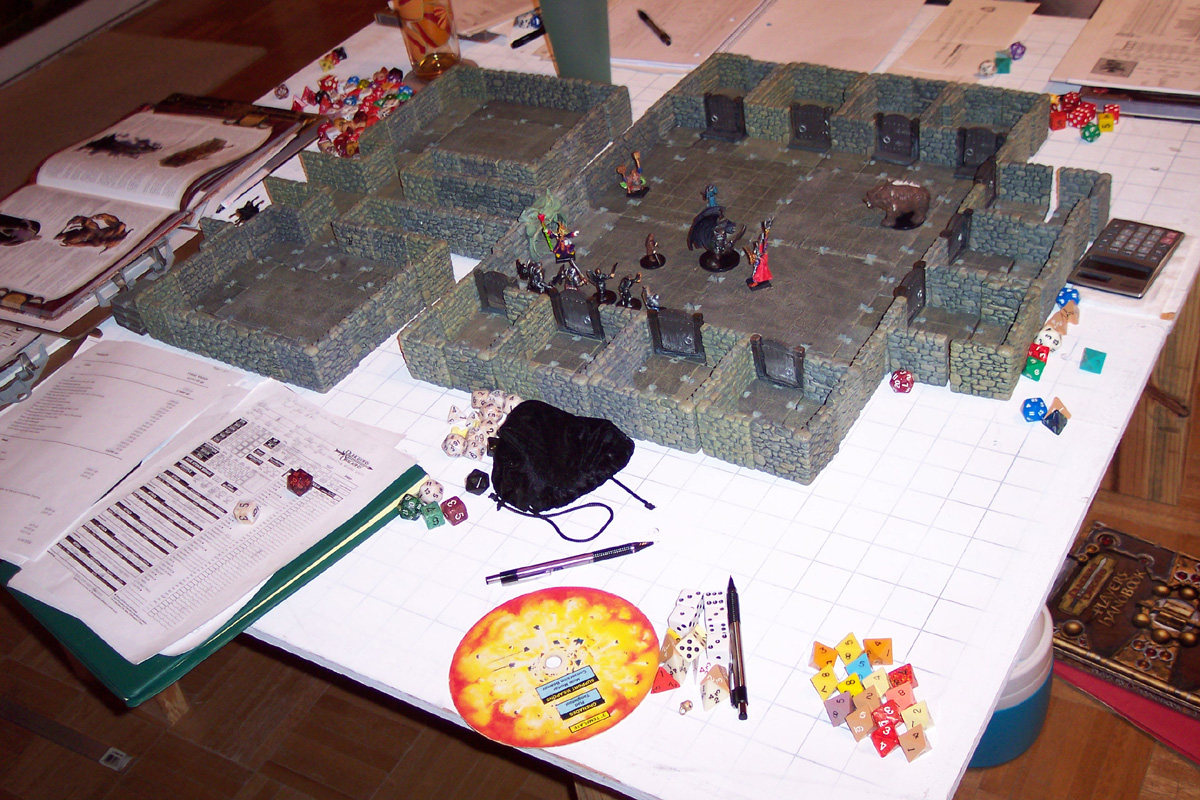
Típica partida de rol de ambientación fantástico-medieval.

El juego Aventuras en la Marca del Este está ambientado en un mundo de fantasía similar al de Dungeons & Dragons, compartiendo muchas similitudes, aunque con sus propias particularidades.
El universo del juego nace de la experimentación con la mitología, la narración y la recreación de sociedades antiguas. Así, mientras Reino Bosque, donde se halla la región de la Marca del Este, es un lugar que recuerda a la Edad Media, Visirtán es una nación de inspiración árabe, Neferu es un trasunto del Egipto de los faraones y Ungoloz es una poderosa nación belicosa inspirada en los normandos. También hay naciones orientales, incluyendo pueblos con reminiscencias hindúes, chinas y japonesas.
Respecto a las razas, aparte de humanos, hay elfos, medianos, orcos, trolls, dragones, unicornios y demás criaturas propias de la fantasía épica.

## Literatura
El éxito del juego ha permitido a Holocubierta Ediciones embarcarse en la creación de una línea editorial de antologías de relatos y novelas inspiradas en el universo de La Marca, que ha arrancado con la salida al mercado nacional del libro Crónicas de la Marca del Este.